# Obélisque de Marconi
L'Obélisque de Marconi, ou Obélisque de l'EUR, est un obélisque de Rome situé dans le quartier de l'EUR, conçu en 1939 et achevé en 1959. Il mesure 45 mètres de hauteur. 
Œuvre du sculpteur Arturo Dazzi, il doit son nom au physicien, inventeur et sénateur Guglielmo Marconi. 

## Histoire
L'ouvrage a été commandé en 1939 par le Ministère de la Culture populaire au sculpteur de Carrare Arturo Dazzi pour décorer la place impériale, située dans le projet du nouveau quartier de l'Exposition Universelle de Rome en 1942, afin de commémorer le physicien et inventeur Guglielmo Marconi. 
Avec l'entrée en guerre de l'Italie dans la Seconde Guerre mondiale en 1940, les travaux s'arrêtent brusquement, même si Dazzi a terminé les deux premiers registres, gravés en haut-relief en marbre de Carrare. En 1951, les travaux ont repris, malgré l'intention du ministère des Travaux Publics, présidé par Salvatore Aldisio, de démolir la structure. 
En 1953, à l'occasion de l'Exposition agricole tenue à l'EUR, le sculpteur a refusé de recouvrir la structure en béton armé de panneaux de plâtre temporaires, et après avoir demandé un financement, notamment en vue des Jeux olympiques de 1960 à Rome, l'obélisque a été achevé et inauguré le 12 décembre 1959. 

## Description
La structure de l'obélisque est pyramidal et est formée de béton armé recouvert de 92 dalles de marbre de Carrare, sur lesquelles sont gravés les hauts reliefs disposés en 4 rangées. 
L'obélisque est placé au centre de la place, aujourd'hui nommée d'après Guglielmo Marconi, entouré d'un parterre de verdure. Entre 2009 et 2011, la sculpture The Awakening, de Seward Johnson, a été placée dans ce parterre de fleurs.

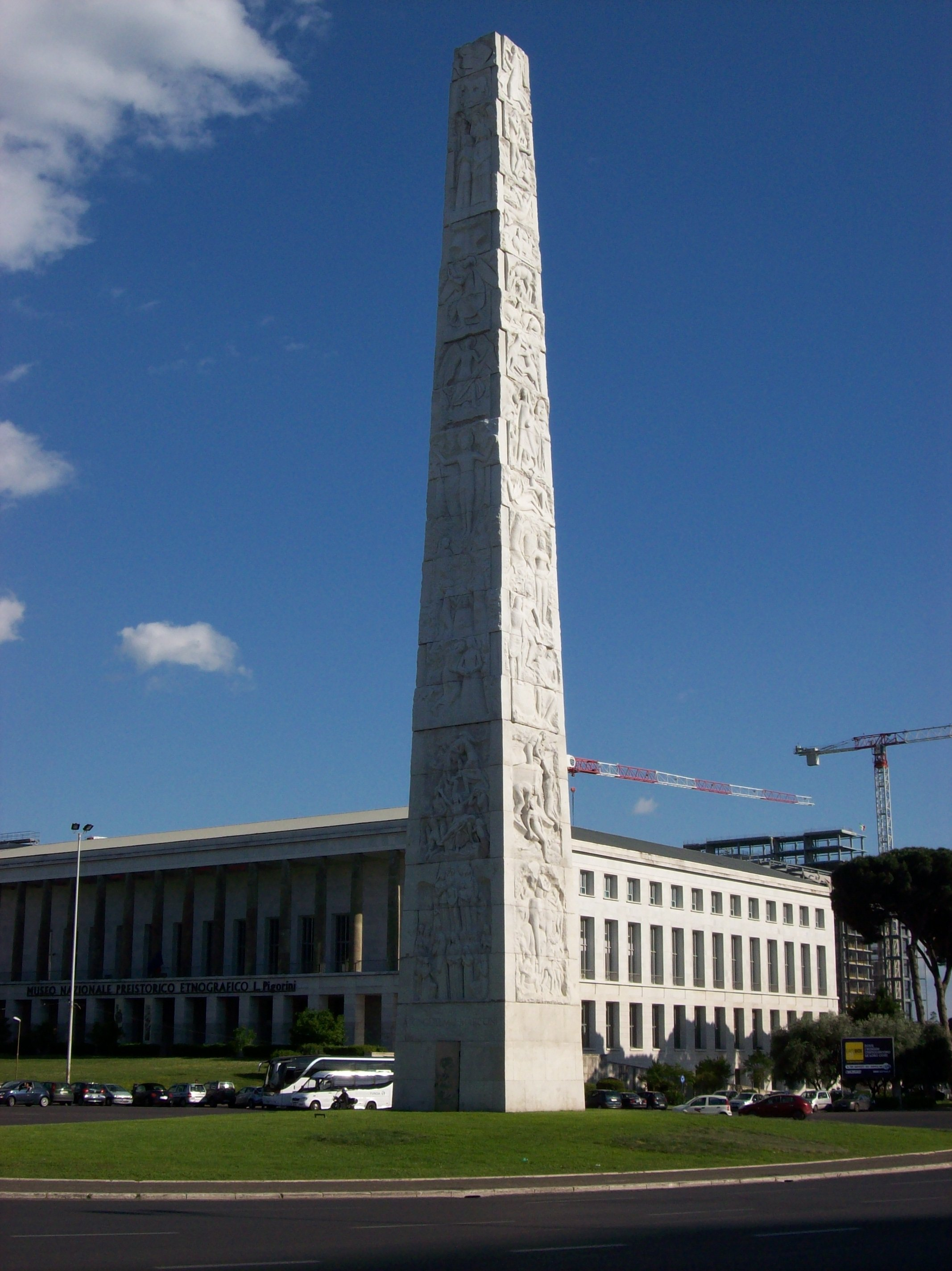
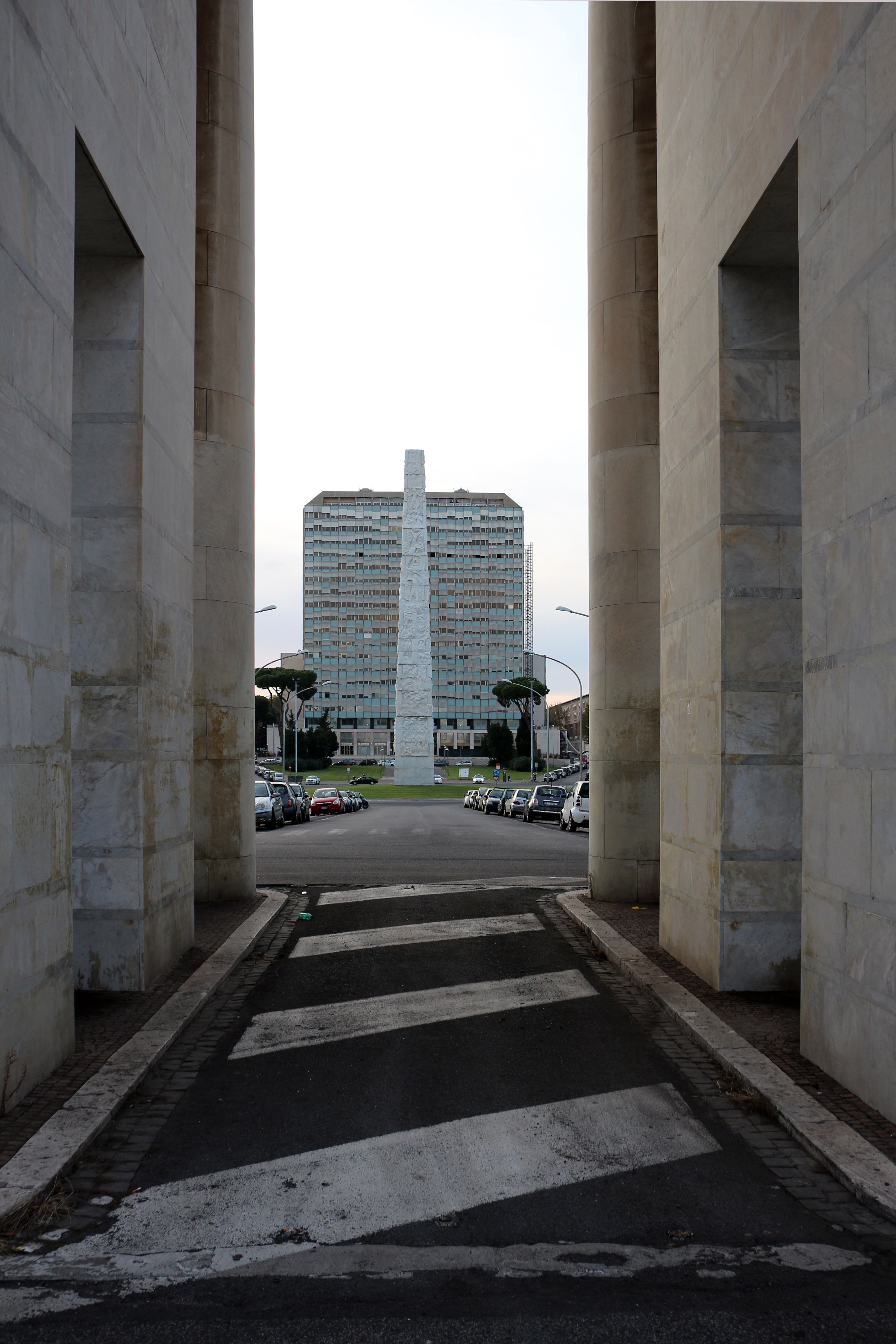
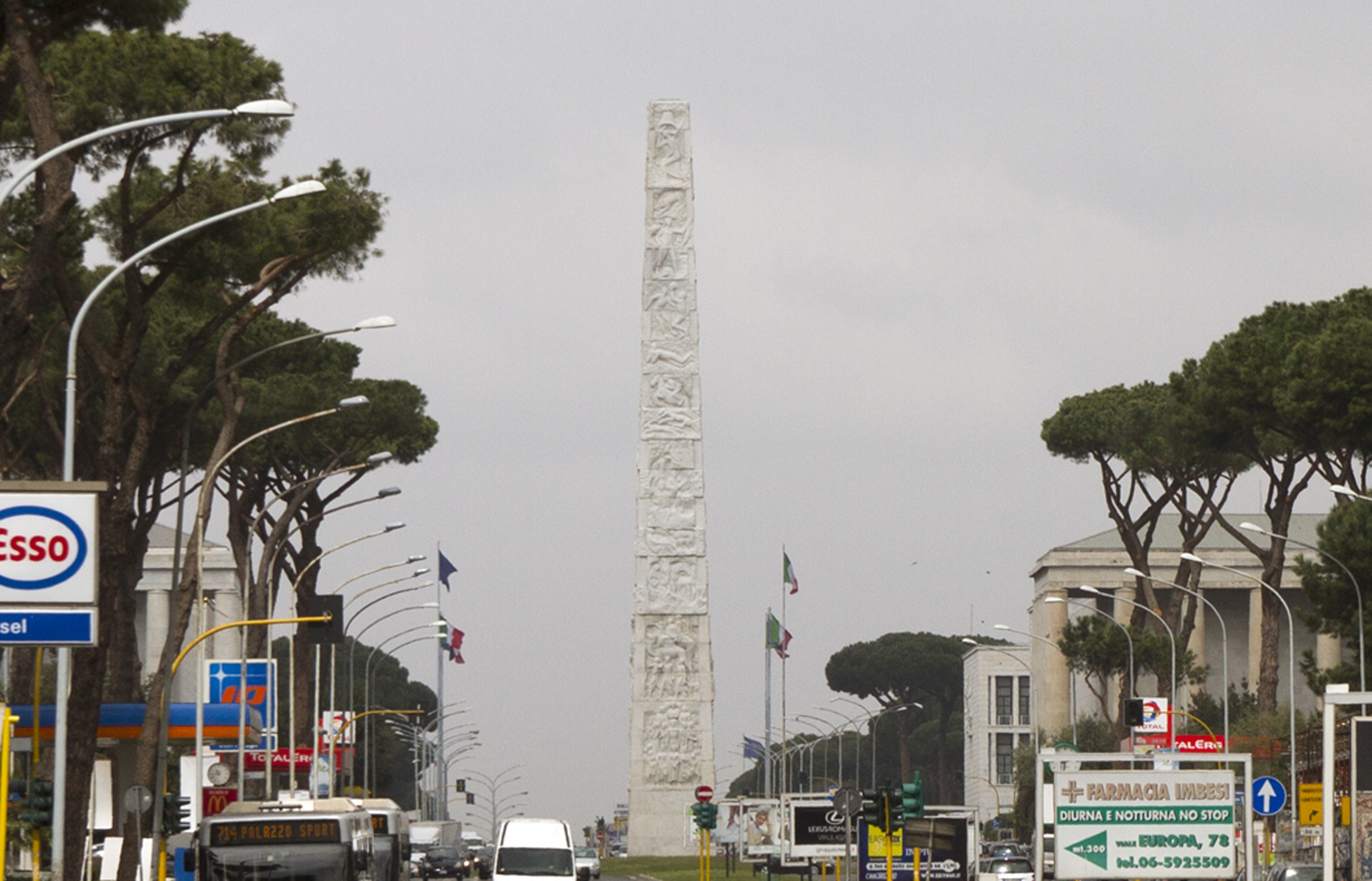
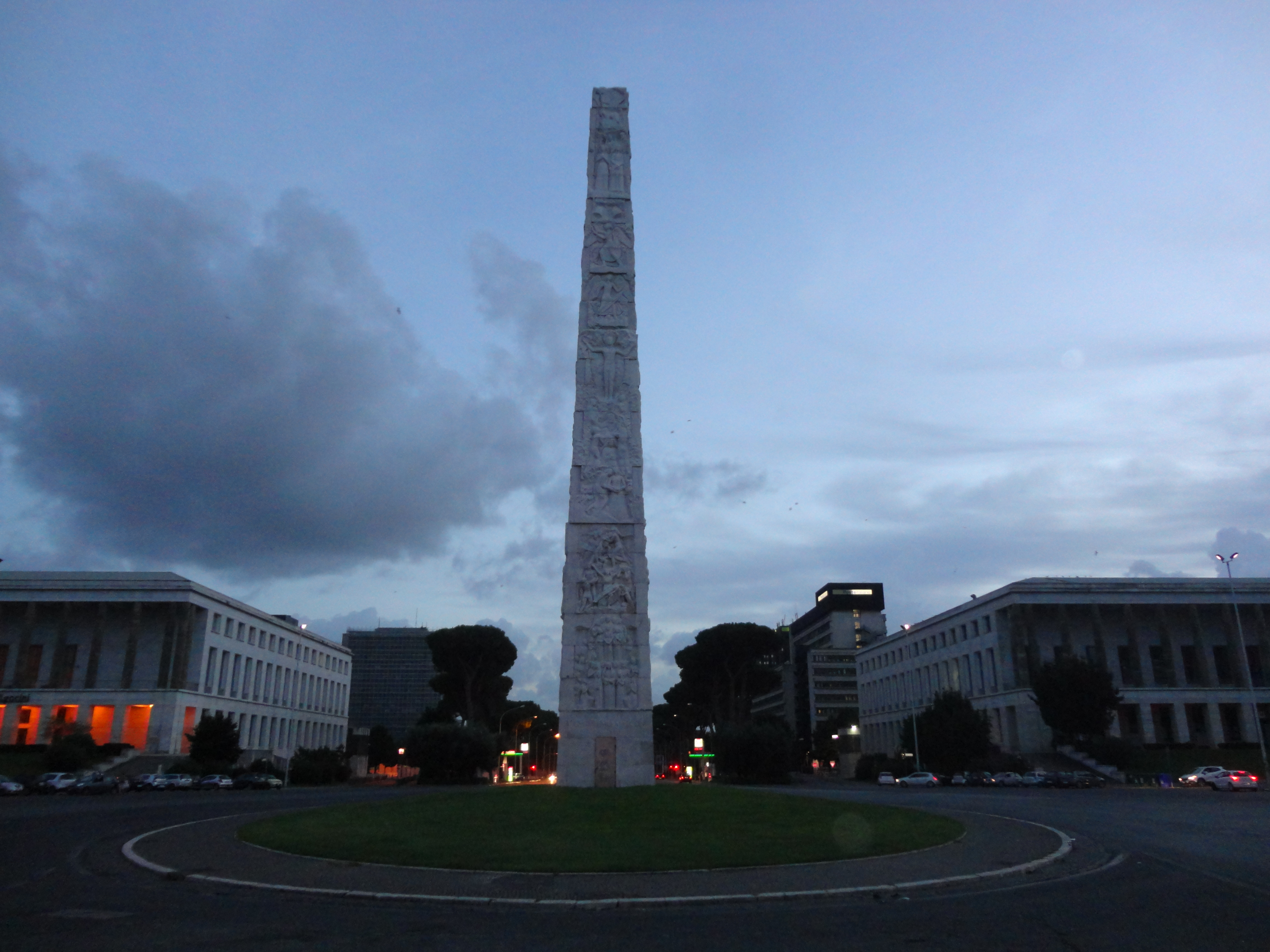